# Hwadong-myeon
Hwadong-myeon (koreanska: 화동면) är en socken i den centrala delen av Sydkorea,  160 km sydost om huvudstaden Seoul. Den ligger i kommunen Sangju i provinsen Norra Gyeongsang.